# Trận cảng Eo 1643
Trận cảng Eo 1643 là trận chiến diễn ra ngày 7 tháng 7 năm 1643 giữa đội thuyền của Công ty Đông Ấn Hà Lan (Vereenigde Oost-Indische Compagnie) với Hải quân chúa Nguyễn trong cuộc xung đột giữa Công ty Đông Ấn Hà Lan với Đàng Trong. Theo Đại Nam thực lục thì trận đánh xảy ra năm Giáp Thân (1644) nhưng Lê Quý Đôn trong Phủ biên tạp lục và Giáo sư Dương Kỵ trong Việt sử khảo luận thì ghi là năm Quý Mùi (1643).

## Lực lượng Hà Lan
Theo yêu cầu của Chúa Trịnh, chiến thuyền của Công ty Đông Ấn Hà Lan đã tiến vào cảng cửa Eo (Thuận An). Đoàn thuyền của người Hà Lan được chia làm hai nhóm:
- Nhóm 1 gồm 5 chiến thuyền là các chiếc Wakende Boei (do Johannes Lamotius chỉ huy), Kievit, Zeeuwsche Nachtegael (do Jean Lamotte chỉ huy), Zanvoort và Meerman (do Isaac Davids chỉ huy) tiến thẳng ra Đàng Ngoài để hội quân với chúa Trịnh.
- Nhóm 2 gồm ba chiến thuyền Wijdenes do Pieter Baeck chỉ huy, Waterhond do Jan Erntsen chỉ huy và Vos. Nhóm này do gió bão đánh dạt mà tình cờ chạy về phía cảng Eo của Đàng Trong thay vì ra Đàng Ngoài.

Ngày 3 tháng 6 cả hai đoàn đều cùng xuất phát từ Batavia nhờ gió Nồm tiến lên. Ở phía Bắc, chúa Trịnh Tráng cũng đem đại binh Đàng Ngoài tới hơn 100.000 người có cả vua Lê đi cùng với Issac Davids tham gia trận chiến. Cả hai đoàn quân giao ước sẽ gặp nhau tại sông Gianh.

## Diễn biến trận chiến
Khi đoàn thuyền của Baeck lên đường ra Đàng Ngoài thì tại Phú Xuân, chúa Nguyễn Phúc Lan đã biết được tin này. Sách Đại Nam thực lục đã ghi lại:
"Bấy giờ, giặc Ô Lan đậu thuyền ngoài biển, cướp bóc lái buôn. Quân tuần biển báo tin. Chúa đương bàn kế đánh dẹp. Thế tử (tức Nguyễn Phúc Tần) tức thì mật báo với chưởng cơ Nguyễn Phúc Trung (con thứ tư của Hy Tông), ước đưa thủy quân ra đánh. Trung lấy cớ chưa bẩm mệnh, ngần ngại chưa quyết. Thế tử tự đốc suất chiến thuyền của mình tiến thẳng ra biển. Trung bất đắc dĩ cũng đốc suất binh thuyền theo đi, đến cửa biển thì thuyền của thế tử đã ra ngoài khơi. Trung lấy cờ vẫy lại, nhưng thế tử không quay lại. Trung bèn giục binh thuyền tiến theo. Chiếc thuyền trước sau lướt nhanh như bay, giặc trông thấy thất kinh hoảng sợ"
Theo những sử sách của Việt Nam thì chúa Thượng (Nguyễn Phúc Lan) họp quần thần chưa rõ có nên đưa chiến thuyền của ông ra đánh người Hà Lan hay không thì những người này không dám hứa là chắc thắng. Khi ông hỏi một người Hà Lan đang giúp việc thì người này trả lời: "Tàu Hà Lan chỉ sợ mãnh lực và quân đội của trời thôi". Điều này khiến ông cảm thấy bị xúc phạm nên Nguyễn Phúc Lan và Thế tử Nguyễn Phúc Tần tự mình thân hành đến Eo, ra lệnh cho thủy quân chèo thuyền ra đánh thẳng vào 3 chiếc tàu của Hà Lan.
Bốn mặt tàu Hà Lan đều bị tấn công. Thủy quân của Đàng Trong nhờ thuyền nhỏ hơn, nhanh nhẹn và lại đông hơn, nên mặc dù bị trúng một số đạn, họ vẫn có thể bao vây tấn công vào tàu Hà Lan. Chiếc nhỏ nhất luồn lách để tìm đường rút lui. Chiếc thứ hai bị đâm vào đá, cả đoàn thủy thủ và tàu chìm nghỉm xuống biển. Chiếc thứ ba lớn nhất chống cự lại quyết liệt nhưng bị các thủy quân chúa Nguyễn bám sát, tràn lên tàu bẻ bánh lái. Một số nhảy lên tàu, chặt gãy cột buồm. Bị dồn vào thế tuyệt vọng, thuyền trưởng Hà Lan cho nổ kho thuốc súng. Có 7 thủy thủ trên tàu nhảy xuống biển, cố bơi thoát nhưng đều bị bắt lại. Nhà nghiên cứu Buch ghi lại chi tiết hơn, ông ghi rằng sau tàu Wijdenes bị nổ tung vì chính kho thuốc súng dự trữ của nó, tất cả thủy thủ trên tàu, kể cả Baeck đều chết.
Theo các ghi chép lại của Giáo sĩ Alexandre de Rhodes năm 1651 thì:
Chúa Đàng Ngoài tấn công chúa Đàng Trong, như tôi sẽ nói sau, ba lần đem quân đi đánh nhưng đều thất bại. Chúa liền cầu cứu với thương gia người Hoà Lan chiếm đóng bến tàu Java Cả, gọi là Jaquetra hay Tân Hoà Lan. Chúa phái người đem lễ vật tới xin cung cấp cho mấy chiếc tàu tròn của họ, để nhờ đó chúa quyết định phá huỷ hạm đội người Đàng Trong. Người Hoà Lan nhận lời ngay vì biết là để tấn công chúa Đàng Trong đã công khai từ mấy năm nay tự xưng thù địch với nước mình.
Họ liền phái tới chúa Đàng Ngoài ba chiếc tàu tròn trang bị đầy đủ và có mấy khẩu súng. Đoàn tàu vô ý tới gần một hải cảng Đàng Trong vì bị gió đánh dạt, đúng lúc tình cờ chúa đang có mặt với mấy thuyền chiến. Chúa nhận thấy đây là viện trợ người Hoà Lan gởi chúa Đàng Ngoài để gây chiến. Cơn giận nổi lên (như thể chúng dám táo bạo thách thức ở biên giới), chúa liền bàn xem có nên cho thuyền đuổi theo. Chúa hỏi ý kiến một người Hoà Lan mấy năm nay sống sót sau cơn bão biển và ở lại phục vụ chúa lo việc binh đao. Tên lính này kiêu căng và khinh thị đáp rằng đoàn tàu này chỉ sợ có thế lực và thịnh nộ võ khí của ông Trời. Tức giận vì thái độ hỗn xược, chúa không thèm đáp, nhưng ra lệnh cho các thuyền trưởng lập tức cho nhổ neo rời bến và tấn công đoàn tàu Hoà Lan trông rõ ngoài khơi. Nhờ lúc này biển lặng, chỉ có gió nhẹ thổi, nên việc tấn công mang lại kết quả: chỉ có chiếc tàu nhỏ hơn cả của người Hoà Lan nhờ gió nhẹ thổi mà chạy thoát, còn chiếc kia muốn chạy trốn đoàn thuyền rượt theo, mất hướng đụng phải cồn vỡ tan và chìm dưới làn sóng. Chiếc thứ ba lớn hơn hết dĩ nhiên nặng nề hơn cả, gió không đẩy nổi, liền bị bốn thuyền chiến bao vây và chiếm giữ, sau khi hết sức chống cự và bắn vô hiệu vào đoàn thuyền chiến rất thấp đã tới sát nách. Tay lái và cột buồm bị phá. Trong cơn nguy khốn cùng cực, thuyền trưởng và lính Hoà Lan mất hết hy vọng cứu thoát giữa biển khơi, liền châm lửa vào kho thuốc súng đốt chiếc tàu cùng thủy thủ, tất cả chừng hai trăm, trừ bảy người tránh ngọn lửa nhảy xuống biển trôi theo làn sóng, được thuyền chiến Đàng Trong vớt và đem đi trình chúa ở trên bến đang đợi đoàn tàu chiến thắng trở về.
Chúa thấy bảy người Hoà Lan thoát hoả tai và đắm tàu chiến quỳ phục dưới chân, liền quay về phía người Hoà Lan xấc xược đã khoe tàu nước họ vô địch và chế giễu hắn:
"Này ngươi, hãy hỏi xem lính nước ngươi ở đâu mà đến?"
Xấu hổ, hắn lý nhí trong miệng và run sợ thưa: "Chúng thoát nạn do tàu chiến của Chúa đánh bại tàu người Hoà Lan." Chúa tiếp:
"Thế thì chẳng phải đợi thế lực võ trang của Trời để thắng, vì đoàn thuyền chiến của ta đủ để phá vỡ".
Rồi Chúa truyền cho binh sĩ của Chúa:
"Bớ ba quân, bây giờ hãy chặt đầu tên kiêu căng và gỡ cho thế giới thoát khỏi loài sâu bọ không đáng sống này".
Tức thì lệnh được thi hành. Chúa còn cho cắt đầu mũi không những của tám tên lính sẽ đem đi chém đầu mà còn của tất cả những tên khác bị cháy hay đắm tàu, bỏ vào một thúng gửi ra biếu chúa Đàng Ngoài kèm theo vài lời chua chát, đắng cay tương tự như: xin nhận một phần đạo binh chúa đã chuẩn bị để tấn công và xin lần sau chuẩn bị một viện binh khá hơn. Việc này làm cho chúa Đàng Ngoài rất xúc động đến nỗi chúa chẳng còn muốn đón tiếp chiếc tàu thứ nhất của người Hoà Lan chạy trốn theo chiều gió, chúa cũng chẳng thèm cung cấp lương thực cần để sống, chiếc tàu này đành phải về tới Trung Quốc tìm lương thực, xa chừng sáu trăm dặm.
Đây là lần đầu tiên trong lịch sử, thủy quân Việt Nam đã đánh thắng một lực lượng thủy quân của Châu Âu.

## Thơ ca
Trong Đại Việt sử thi của Hồ Đắc Duy, quyển 15 có đoạn thơ về chiến công của chúa Nguyễn Phúc Tần.
Năm Quý Mùi (1643) tướng quân Trịnh Tạc
Lĩnh đại binh đến Bắc sông Gianh
Bất ngờ đánh úp thật nhanh
Tấn công Nhật Lệ chiếm thành giữ dân
Người Hà Lan giúp ngầm Trịnh Tráng
Ba chiến thuyền dàn sẵn ngoài khơi
Đàng Trong trinh sát đã hay
Lập ra kế hoạch đợi ngày phản công
Nguyễn Phúc Tần cho dùng tàu chiến
Khi Hà Lan đã đến gần bờ
Tấn công lúc địch bất ngờ
Đánh chìm một chiếc giong cờ đuổi theo
Đến tháng ba cường triều nóng bức
Gió hạ Lào thổi rát thịt da
Sức quân cạn kiệt can qua
Vua Lê hạ lệnh rút ra trở về